# 8. november
8. november er dag 312 i året i den gregorianske kalender (dag 313 i skudår). Der er 53 dage tilbage af året.

### Begivenheder
Født - Dødsfald
- 1520 - Det Stockholmske Blodbad, hvor Christian 2. bl.a. på baggrund af anklager fra ærkebiskop Gustav Trolle lader 80 fremtrædende personer, bl.a. 2 bisper, henrette.
- 1766 - Christian 7. indgår ægteskab med Caroline Mathilde af Storbritannien.
- 1793 - Museet på Louvre åbnes af revolutionsregeringen. Det er dog kun en del af de store samlinger, der er tilgængelige for offentligheden.
- 1845 - Bondecirkulæret udstedes på foranledning af godsejere under indtryk af den voksende folkerørelse blandt bønder og husmænd for at få nedsat en landbokommission, der skulle gøre forslag til reformer af deres vilkår
- 1879 - Historikeren Kristian Erslev forsvarer sin disputats.
- 1889 - Montana bliver USA's 41. delstat.
- 1895 - Under et eksperiment med elektricitet opdager Wilhelm Röntgen en stråling, der bliver opkaldt efter ham: røntgenstråling.
- 1923 - Underkorporal Adolf Hitler forsøger "Ølstuekuppet" på "Löwenbräukeller" i München. Kuppet mislykkes, og Hitler idømmes fæstningsarrest, hvorunder han skriver "Mein Kampf".
- 1939 - Under fejringen af årsdagen for "Ølstuekuppet" undslipper Adolf Hitler med nød og næppe et attentatforsøg.
- 1942 - De allierede indleder landsætningen af tropper i Nordafrika.
- 1960 - John F. Kennedy vinder præsidentvalget i USA over Richard Nixon og bliver den hidtil næstyngste præsident i en alder af 43 år, næst efter Theodore Roosevelt (42 år).
- 2005 - Australsk politi hævder at have afsløret og arresteret en terrorcelle fra Sydney og Melbourne, der hævdes ledet af den algiersk-fødte Abdul Nacer Benbrika
- 2016 - Republikaneren Donald Trump vinder det Amerikanske præsidentvalg i en valgsejr over Demokraternes Hillary Clinton.

### Født
- 1622 - Karl 10. Gustav af Sverige, konge af Sverige (død 1660).
- 1656 - Edmond Halley, engelsk astronom (død 1742).
- 1658 - Gregers Daa, dansk officer (død 1712).
- 1828 - Johannes Helms, dansk forfatter, rektor og politiker (død 1895).
- 1847 - Bram Stoker, irsk forfatter (død 1912).
- 1866 - Charles Wilken, dansk skuespiller (død 1956).
- 1884 - Hermann Rorschach, schweizisk psykiater (død 1922).
- 1900 - Margaret Mitchell, amerikansk forfatter (død 1949).
- 1906 - H. C. Hansen, dansk socialdemokratisk politiker og statsminiser (død 1960).
- 1912 - June Havoc, amerikansk skuespillerinde (død 2010).
- 1914 - Norman Lloyd, amerikansk skuespiller (død 2021).
- 1927 - Jørgen Reenberg, dansk skuespiller (død 2023).
- 1928 - Ingrid Bjoner, norsk operasangerinde (død 2006).
- 1928   - Lilli Holmer, dansk skuespiller (død 1990).
- 1932 - Bent Werther, dansk sanger (død 1973).
- 1935 - Peer Hultberg, dansk forfatter (død 2007).
- 1935   - Alain Delon, fransk skuespiller.
- 1936 - Jane Aamund, dansk forfatter (død 2019).
- 1937 - Søren Krarup, dansk præst, forfatter og politiker (død 2023).
- 1939 - Henning Christophersen, dansk politiker fra Venstre (død 2016).
- 1944 - Gorm Valentin, dansk fotograf.
- 1946 - Lauritz B. Holm-Nielsen, dansk botaniker, rektor for Aarhus Universitet.
- 1949 - Bonnie Raitt, amerikansk musiker.
- 1954 - Rickie Lee Jones, amerikansk musiker.
- 1956 - Bente Klarlund Pedersen, dansk læge og professor.
- 1972 - Carina Christensen, dansk politiker fra Det Konservative Folkeparti.
- 1974 - Remee, dansk sangskriver og musikproducer
- 1980 - Niclas Genckel Petersen, dansk sanger fra Nik og Jay.

### Dødsfald
- 1226 - Ludvig 8., fransk konge (født 1187).
- 1880 - Andreas Peter Berggreen, dansk komponist (født 1801).
- 1890 - César Franck, belgisk-fransk komponist og organist (født 1822).
- 1908 - Heinrich Hirschsprung, dansk tobaksfabrikant og kunstsamler (født 1836).
- 1973 - Erik Sjøberg, kgl. dansk kammersanger og tenor (født 1909).
- 1979 - Gunnar Lemvigh, dansk skuespiller (født 1909).
- 1986 - Vjatšeslav Molotov, sovjetisk udenrigsminister og navnefar til molotovcocktailen (født 1890).
- 2016 - Peter Brixtofte, tidl. politiker, samt borgmester i Farum (født 1949).
- 2023 - Søren Krarup, dansk præst, forfatter og politiker (født 1937).
- 2024 - Asbjørn Agerschou, dansk politiker (født 1948).

|  | Denne datoartikel kan blive bedre, hvis der indsættes et (bedre) billede Du kan hjælpe ved at afsøge Wikimedia Commons for et passende billede eller uploade et godt billede til Wikimedia Commons iht. de tilladte licenser og indsætte det i artiklen. |